# Tristan Lambert
Pour les articles homonymes, voir Lambert.
Tristan, baron Lambert, est un homme politique français né le 16 février 1846 à Fontainebleau (Seine-et-Marne) et décédé le 7 janvier 1929 à Neuilly-sur-Seine (Hauts-de-Seine). 

## Biographie
Fils du baron Aimé Lambert, commandant de venerie de Napoléon III, et de Marie Catherine Aménaïde de Boerio, il est le petit-fils du baron François Lambert (1755-1837) et le neveu du général Oscar de Boerio.
Il prend part à la guerre franco-allemande de 1870. Bien que foncièrement royaliste, il est un bonapartiste militant après la guerre. Il est député de Seine-et-Marne de 1876 à 1877, siégeant au groupe de l'Appel au peuple. À la mort du prince impérial, il rejoint les rangs des monarchistes et donne son adhésion au « comte de Chambord ». Après le décès de ce dernier, il donne son soutien au comte de Paris.
Il épouse en 1877, Louise Chanton, artiste peintre, qui décédera en 1899.
Il fait partie de l'Action française et des Camelots du roi, dont il est le doyen, participant aux bagarres.
Il est fondateur et vice-président de l'Association des publicistes chrétiens, et vice-président des Chevaliers pontificaux.

## Sources
- « Tristan Lambert », dans Adolphe Robert et Gaston Cougny, Dictionnaire des parlementaires français, Edgar Bourloton, 1889-1891 [détail de l’édition]
- Jean Jolly (dir.), Dictionnaire des parlementaires français, Presses universitaires de France